# Goran Granić
Goran Granić (ur. 18 kwietnia 1950 w Baškiej Vodzie) – chorwacki polityk, inżynier, wykładowca akademicki, wicepremier w rządach Ivicy Račana.

## Życiorys
W 1972 ukończył studia z zakresu elektrotechniki na Uniwersytecie w Zagrzebiu. W 1979 uzyskał stopień naukowy doktora. Od 1973 do 1987 był pracownikiem naukowym w instytucie elektroenergetyki, pełniąc m.in. funkcję kierownika zespołu badań. Później do 1990 był dyrektorem ds. rozwoju w rządowym komitecie. W latach 1990–1991 zajmował stanowisko dyrektora chorwackiego koncernu energetycznego Hrvatska elektroprivreda, po czym powrócił do macierzystego instytutu, na czele którego stanął w 1994. Od 1976 zajmował się także prowadzeniem zajęć dydaktycznych na Uniwersytecie w Zagrzebiu, od 1985 na stanowisku docenta.
W latach 90. wybierany do Zgromadzenia Chorwackiego, zaangażował się w działalność Chorwackiej Partii Socjalliberalnej (HSLS), doszedł do funkcji zastępcy przewodniczącego tego ugrupowania. W połowie lat 90. wybrany na urząd burmistrza Zagrzebia, jednak prezydent Franjo Tuđman odmówił zatwierdzenia jego nominacji. W styczniu 2000 Goran Granić objął stanowisko wicepremiera w nowo powołanym pierwszym rządzie Ivicy Račana. Został odwołany w marcu 2002 w związku z żądaniem ze strony lidera HSLS Dražena Budišy, który sam przejął ten urząd. Po wyjściu socjalliberałów z koalicji rządowej i upadku gabinetu kilka miesięcy później Goran Granić opuścił swoje dotychczasowe ugrupowanie, współtworząc Partię Liberalnych Demokratów (LIBRA). W lipcu 2002 w drugim rządzie lidera socjaldemokratów ponownie został wicepremierem, funkcję tę pełnił do grudnia 2003.
Po 2003 praktycznie wycofał się z działalności politycznej. W 2007 wszczęto przeciwko niemu postępowanie karne w związku z potrąceniem przechodnia i ucieczką z miejsca zdarzenia.
Jego bratem jest Mate Granić, były wicepremier, przez wiele lat związany z Chorwacką Wspólnotą Demokratyczną.